# 니시무라 & 아사히
니시무라 & 아사히(일본어: 西村あさひ法律事務所 니시무라 아사히 호리츠지무쇼[*])는 2018년 1월 현재 변호사 수 기준 일본 최대 법률사무소다.

## 역사
현재의 회사 형태는, 2007년에 니시무라&파트너스(「빅 포」의 하나로 1966년 설립)가 아사히 법률사무소(구·아사히코마 법률사무소, 마스다&에지리 법률사무소와 고마쓰코마 법률사무소를 합병)의 국제부를 인수해 성립한 것이다. 이 회사는 국제적인 법률 네트워크 Lex Mundi 의 멤버 중 하나이다.
2012년 8월 나고야·오사카에 사무소를 개설해 도쿄 이외의 고객을 지원하고자 하였다.

## 클라이언트 및 서비스
Legal 500은 N&A를 독점금지법 및 경쟁법, 은행 및 금융, 자본시장, 건설, 프로젝트와 에너지, 기업 및 M&A, 분쟁해결, 부동산 및 구조화 금융/증권화 분야에서 최고 수준의 기업으로 자리매김하고 있다. Chambers & Partners는 은행과 금융, 증권화와 구조화 금융, 기업과 M&A, 분쟁 해결, 부동산 및 구조조정/도산에서 이 회사를 '밴드1'로 규정하고 있다.
N&A 고객으로는 América Móvil, Citibank, France Telecom, Fuji Fire and Marine Insurance, Johnny & Associates, KDDI, Microsoft, Mizuho Securities, Nippon Steel, NTT, Oriental Land, Tokyo Broadcasting System 및 Universal Studios Japan 이 존재한다.

## 사무실
니시무라는 나고야(JR 센트럴 타워스), 오사카에 국내 지사를 두고 있으며, 도쿄(오테마치)에 본사를 두고 있다. 또한 방콕, 베이징, 두바이, 뒤셀도르프, 하노이, 호치민, 홍콩(법무법인 오카다), 자카르타, 상하이, 싱가포르, 양곤에 해외 지사를 두고 있다.